# Esther Mujawayo
Esther Mujawayo (née le 10 septembre 1958 à Taba-Gitarama, Rwanda) est une sociologue et psychothérapeute rwandaise. Elle est cofondatrice de l'AVEGA (Association des veuves du génocide d'avril 1994).

## Biographie
Esther Mujawayo est née en 1958, au Rwanda, la plus jeune des quatre filles d'un instituteur et pasteur. Elle se forme de 1973 à 1977 à Kigali, à la profession d'institutrice, puis travaille jusqu'en 1979 en tant que professeur dans un pensionnat à Remera, au Rwanda. De 1979 à 1985, elle étudie à l'université catholique de Louvain, en Belgique, le travail social, puis la sociologie, et obtient le Master Degree. Elle revient au Rwanda et travaille d'abord pendant un an comme professeur à Kirinda/Kibuye, puis de 1990 à 1996 en tant que vice-représentante pour le Rwanda, le Burundi et le Congo occidental, dans l'organisation Oxfam International. Elle s'engage dans diverses organisations de femmes rwandaises.
Lors du génocide d'avril à juin 1994, un million de personnes, Tutsis et opposants Hutus, sont assassinées, ainsi que son mari, Innocent Seminega, et près de 300 membres de sa famille proche. Elle-même survit avec ses trois petites filles, parce que la nuit où les Hutus l'ont découverte, seuls les hommes ont été assassinés,. L'une des étapes de sa fuite est l'Hôtel des Mille Collines, connu dans le monde entier par le film Hôtel Rwanda.
Après le Génocide, elle fonde, en collaboration avec d'autres veuves, l'organisation AVEGA, dont elle devient la vice-présidente. En 1996, elle part pour un an pour une formation de psychothérapie à l'université d'East Anglia, au Royaume-Uni. À son retour, elle travaille pour l'Oxfam, puis , de 1998 à 1999, à temps plein à l'AVEGA en tant que psychothérapeute. En même temps, elle est présidente du FNARG, un fonds national de soutien aux victimes de génocides.

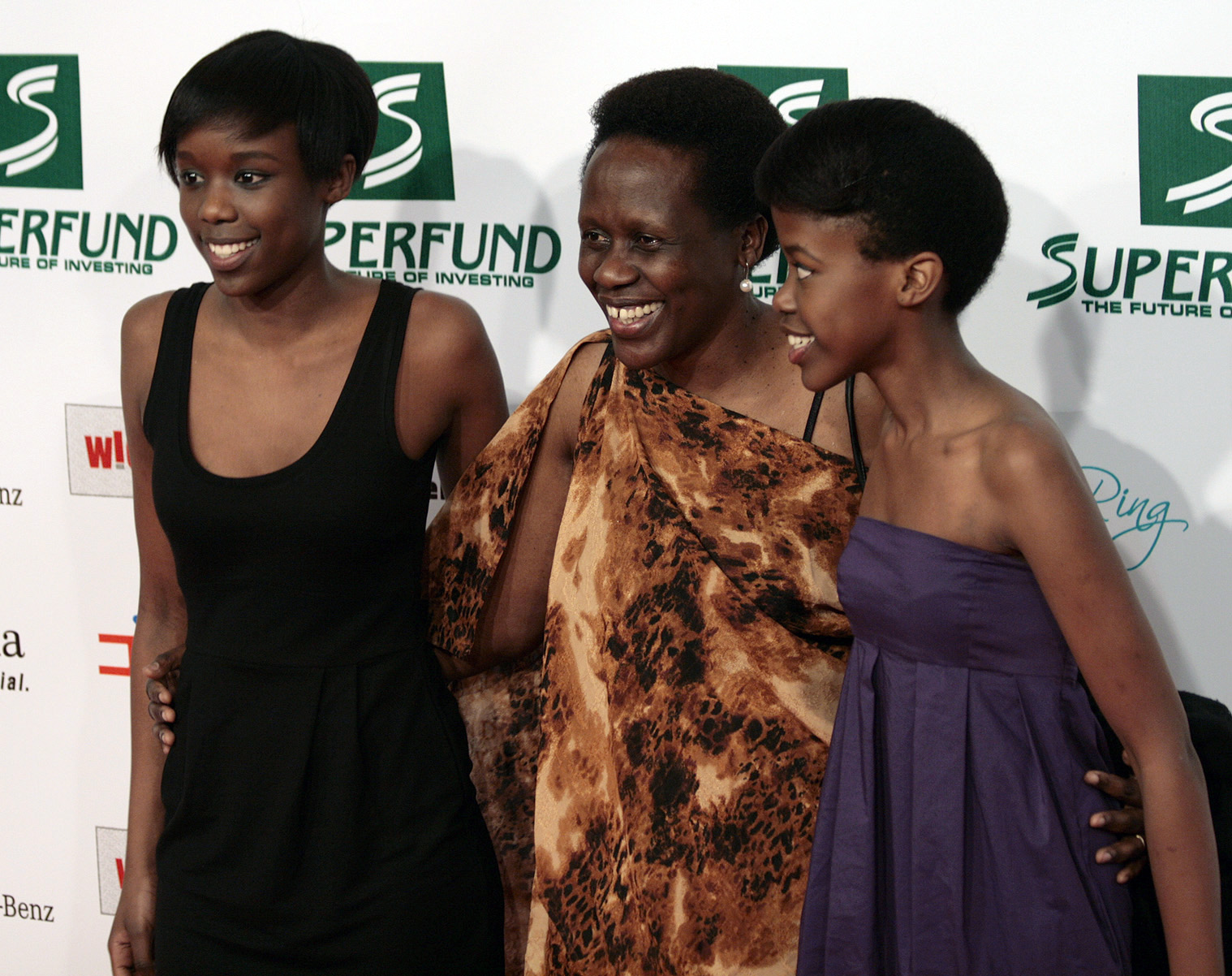
Esther Mujawayo en compagnie de deux de ses Filles (Vienne, 2009)

Elle épouse en deuxièmes noces le pasteur protestant Helmut Keiner et vit depuis 1999 avec ses trois filles dans une petite ville du Rhin inférieur. Depuis 2001, elle travaille comme psychologue dans le centre psychosocial pour les réfugiés de Düsseldorf avec des victimes de traumatismes provenant de différents pays africains, et surtout avec les femmes et les jeunes.
Elle donne des conférences ou anime des ateliers lors de nombreux congrès, événements ou conférences internationales, notamment en Afrique du Sud, au Royaume-Uni, en Belgique, en Suisse, au Canada, en Autriche, en Italie et en Suède.

## Œuvres

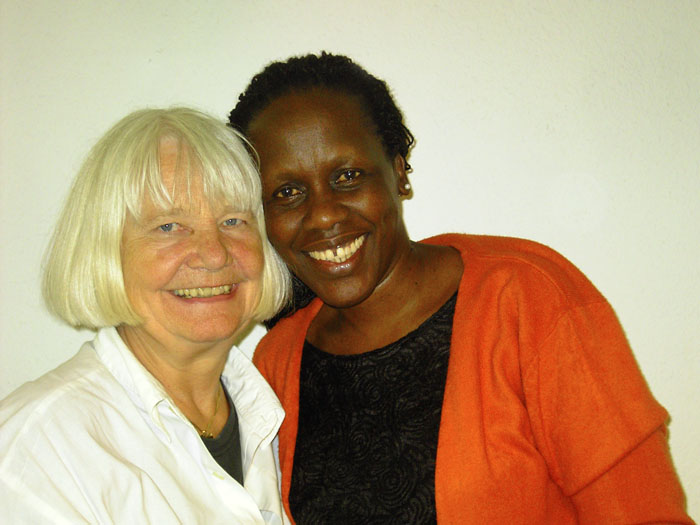
Esther Mujawayo en compagnie de Barbara Gladysch lors d'une conférence publique à Düsseldorf en 2007

Esther Mujawayo a publié deux livres: Survivantes, et La fleur de Stéphanie, écrits avec la journaliste Souâd Belhaddad. Le style de la narration orale, avec sa franchise et son authenticité y sont conservés.
Les deux livres sont publiés d'abord en France. En Allemagne, ils sont édités par Peter Hammer Verlag Wuppertal,  qui est entre autres spécialisé sur la littérature provenant d’Amérique Latine et d'Afrique. Survivantes paraît en 2007 en édition de poche, avec un sous-titre choisi sans le consentement de l'autrice par les éditions  Ullstein Verlag („Wie ich der Hölle Ruandas entkam“).

### SurVivantes
Dans son premier livre SurVivantes, Esther Mujawayo raconte son enfance et sa jeunesse, parle de sa famille et de la vie quotidienne des Tutsis au Rwanda. Elle rappelle l'histoire des discriminations antérieures, des expulsions et des pogroms (1959 et 1973). Il apparaît clairement que le génocide de 1994 n'est pas l'action irrationnelle d'une foule irresponsable, mais qu'il a été préparé de longue date et dirigé par des cercles politiquement influents. Elle décrit comment elle a assisté et survécu au génocide, elle révèle qui a apporté de l'aide aux agressés et qui a refusé de les aider. Elle stigmatise aussi la non-ingérence de l'ONU, de la France, de la Belgique et des États-Unis.
Elle raconte l'histoire de beaucoup gens cruellement assassinés, et l'histoire d'autres qui ont survécu, et dont personne ensuite ne voulait entendre parler, parce que c'était trop horrible : « La puissance d'un génocide, c'est exactement cela : une horreur pendant, mais encore une horreur après. Intérieurement, il n'y a pas de fin à un génocide. Il y a juste arrêt des tueries, des massacres, des poursuites mais il n'y a pas de fin à la destruction ». Elle raconte la manière dont on peut continuer à vivre après un génocide - se sentir alors «condamné à vivre», faire le choix d'une «vie vivante» et poser cela face aux acteurs du génocide. Elle se plaint également du traitement infligé aux survivants, le fait, par exemple, que les femmes violées et infectées par le VIH n'aient pas accès aux traitements et continuent à mourir. 
Dans l'édition française, le récit d'Esther Mujawayos est complété par un entretien entre l'autrice et Simone Veil. Un échange entre ces deux femmes a été également enregistré dans l'émission de radio Cosmopolitaine de Paula Jacques sur France-Inter.

### La fleur de Stéphanie – À la Recherche de Stéphanie
Dans La fleur de Stéphanie, Esther Mujawayo, raconte comment, douze ans après le génocide, elle est partie à la recherche des restes de sa sœur et de ses enfants, qui avaient été jetés par leurs assassins dans une fosse septique. Les auteurs et les spectateurs du meurtre sont presque tous restés silencieux sur les événements, de sorte que Mujawayo n'est pas parvenue lors de ce voyage à donner à sa sœur une sépulture digne.
Elle y rend compte de nombreuses discussions avec d'autres survivants, qui, de manières très diverses, s'efforcent de relever le défi de continuer à vivre dans le proche voisinage des acteurs du génocide. Dans ses descriptions des audiences au tribunal Pénal International pour le Rwanda et dans les tribunaux  Gacaca, Mujawayo soulève les questions clés de la justice, de la réparation et de la réconciliation. Elle pose la question de cette exigence de réconciliation, disant que l'on doit commencer par nommer clairement ce qui est arrivé et que l'on doit rendre d'abord justice aux victimes et aux survivants.
Le titre original, La fleur de Stéphanie se réfère à un arbuste à fleurs que sa sœur avait planté près de la maison des parents. Lors de la reconstruction de la maison, détruite au cours du génocide, cet arbuste a été retrouvé et il continue de croître.
Cet ouvrage est complété par un entretien entre Esther Mujawayo et Simone Veil.

## Réalisations

### AVEGA
Esther Mujawayo est cofondatrice de AVEGA (Association des Veuves du Génocide d'Avril 1994). En janvier 1995, une demi-année après le génocide, 50 veuves survivantes se rassemblent afin non-seulement de s'entraider mais de donner aussi une voix aux revendications politiques des survivants et organiser le soutien à destination des autres survivants. En Kinyarwanda, la langue du Rwanda, AVEGA se dit  Agahozo, un mot qui réconforte, ou un mot d'une comptine que l'on chante pour consoler un enfant.
L'organisation offre à environ 30 000 veuves et autres survivants du génocide des conseils et des soins médicaux et psycho-thérapique. Elle gère des offres d'emploi et des programmes de microcrédits, soutient les survivants lors de procédures judiciaires et mène un travail de lobbying politique.

### Campagne "Une vache pour chaque veuve"
Dans son premier livre, Mujawayo rêve de pouvoir offrir une vache à chaque veuve du Rwanda. "Si vous ramenez une vache avec vous à la maison, vous êtes quelqu'un ! En Europe, on mesure votre réputation à votre compte bancaire; au Rwanda, c'est au nombre de vaches que vous possédez. Les vaches sont votre investissement et vos réserves, ainsi qu'un symbole du fait que vous prenez vos responsabilités. Une veuve qui ramène une vache dans sa ferme, montre à ses voisins: "Je suis en vie, je suis même très vivante, car une vache habite près de moi !" Grâce à la campagne Une vache pour chaque veuve, une centaine de vaches, qui coûtent au Rwanda une centaine d'euros, ont pu être achetées et offertes à des veuves  survivantes.

### Conférences et cours
Esther Mujawayo a donné dans de nombreux pays, des conférences et des cours. Elle fut par exemple, invitée en 2004, au Forum International de Stockholm sur le thème Prévention des génocide,  menaces et responsabilités, et pour la cérémonie d'ouverture du Trust Fund for Victims à la Cour pénale internationale en 2004 à La Haye, ainsi qu'à la Global Conference on the Prevention of Genocide en 2007 à Montréal.

## Distinctions
- En 2004, Esther Mujawayo et Souâd Belhaddad se sont vu décerner le Prix Ahmadou-Kourouma, au Salon International du Livre et de la Presse de Genève.
- Le 6 octobre 2008, Esther Mujawayo fut élevée à l'ordre du mérite de la République Fédérale d'Allemagne[11].
- Le 5 mars 2009, Esther Mujawayo reçut le World Social Award du Women's World Awards[12].
- Le 20 juillet 2016, Esther Mujawayo reçut le Doctorat Honoris Causa de l'University of East Anglia[13].

## Publications

### Livres
- Esther Mujawayo, Souâd Belhaddad : SurVivantes – Rwanda, dix ans après le génocide. 2004.  (ISBN 2-87678-955-8)
- Esther Mujawayo, Souâd Belhaddad : La fleur de Stéphanie – Rwanda entre réconcialition et déni. 2006  (ISBN 2-08-068977-0) et  (ISBN 978-3-548-36880-1)

### Essais
- Compréhension de la Maladie et de la Santé au Rwanda. Dans: bat le Tambour, et ne crains pas ... – de 15 ans PSZ 1987 - 2002 Hg.: Centre psychosocial pour les réfugiés de Düsseldorf. Düsseldorf, 2003, p. 50
- Culture et traitements particulier envers les femmes victimes de violences: le Rwanda, dans: Je vais avec mon ombre – les femmes et la violence dans les différentes cultures, Documentation Hg.: "L'Œuvre de l'Église Évangélique en Allemagne e.V.,  Stuttgart 2004, P. 6
- Esther Mujawayo, Souâd Belhaddad, Survivantes - Dix ans après le génocide au Rwanda, dans: Weltengarten 2005:  Annuaire pour la pensée interculturelle franco-africaine, 2005,  (ISBN 3-934818-49-8)